# Americorophium stimpsoni
Americorophium stimpsoni is een vlokreeftensoort uit de familie van de Corophiidae. De wetenschappelijke naam van de soort is voor het eerst geldig gepubliceerd in 1941 door Clarence Raymond Shoemaker.